# Паліївщина

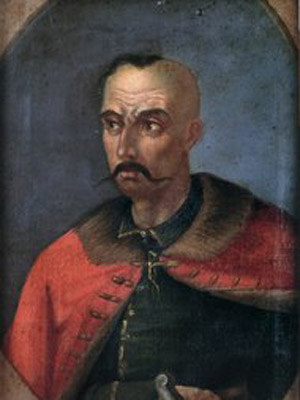
Семен Палій

Паліївщина — у історичних джерелах частина Правобережної України наприкінці 17 століття, яка охоплювала колишні полки Білоцерківський, Канівський, Черкаський, Чигиринський та Уманський (тобто території Київщини, Брацлавщини, Східної Волині й Центрального Поділля) під владою фастівського полковника Семена Палія.
Після поновлення 1685 року польським сенатом колишніх українських полків з усіма правами козацтва — Богуславського з полковником Самійлом Самусем на чолі; Корсунського — з полковником Захаром Іскрою; Брацлавського — з полковником Андрієм Абазином та Білоцерківського — з полковником Семеном Палієм почалося швидке залюднювання цих земель українцями з Правобережної та Лівобережної України, з Запоріжжя, з Дону. На цій території Палій мав необмежену владу, звідси й пішла назва «Паліївщина».
У 1699 р. після нормалізації відношень з Туреччиною, польська влада ухвалила рішення про ліквідацію козацьких полків Правобережжя, що призвело до наростаючої напруженості між Семеном Палієм та польською владою. Напруження переросло у збройні сутички, що врешті-решт призвело у 1702 р. до повстання Палія.

## Повстання Палія
Також терміном Паліївщина називають національно-визвольне повстання 1700–1704 років в Правобережній Україні під проводом Білоцерковського полковника Семена Палія (Гурка).